# Pedro Lima (pugilista)
Pedro Álvaro Santos de Lima (Riachão do Jacuípe, 29 de junho, de 1983)  é um boxeador brasileiro. Luta pela categoria meio-médio (Até 69 kg).

## Carreira
Pedro detém três títulos nacionais (2003, 2005 e 2006) e foi medalha de ouro nos Jogos Pan-Americanos de 2007 na cidade do Rio de Janeiro. Porém foi eliminado no classificatório para as Olimpíadas de 2008 em uma seletiva feita em Trinidad e Tobago